# Peter Wilhelm Lund
Pour les articles homonymes, voir Lund.
Peter Wilhelm Lund, né à Copenhague le 14 juin 1801 et mort à Lagoa Santa (Minas Gerais, Brésil) le 25 mai 1880, est un physicien, zoologiste, botaniste et paléontologue danois.

## Biographie
Il est né dans une famille aisée et étudia la médecine à l'université de Copenhague. Il effectue en 1825 son premier voyage au Brésil, où il passe trois années à collecter des plantes près de Rio de Janeiro. À son retour en Europe en 1829, il soutient une thèse à l'université de Kiel, puis voyage en Italie et s'installe ensuite à Paris. Là, il est influencé par Georges Cuvier, professeur d'anatomie comparée au Muséum national d'histoire naturelle.
Il voyage au Brésil en 1833 pour une expédition. Des raisons de santé l’oblige à s’installer à Lagoa Santa où il demeure jusqu’à sa mort.
Il s’intéresse à la paléontologie des grottes du Minas Gerais. En 1834, il découvre les ossements d’un hominidé préhistorique dans la grotte de Lapinha. Comme pionnier de la paléontologie au Brésil, il découvre aussi des ossements de Paresseux géants et de tigre-dents-de-sabre. En 1835 il entretient une correspondance avec le beau-frère de ses deux frères, le philosophe Sören Kierkegaard. En 1839 il est l'auteur du genre zoologique Phyllomys regroupant des rats épineux endémiques notamment de cette région et en 2003, le zoologiste brésilien Yuri Luiz Reis Leite nomme une nouvelle espèce de ces rats épineux Phyllomys lundi, en hommage.
En 1842, il met au jour le site de Cerca grande dans le Minas Gerais, un abri rocheux dans lequel sont découverts les premiers squelettes d'humains et d'animaux dans la caverne de Sumidouro.

## Liste partielle des publications
- Physiologische Resultate der Vivisectionen neuerer Zeit, Preisschrift, Kopenhagen, Brummer, 1825.
- E Museo Lundii. En Samling af afhandlinger, Copenhague, H. Hagerups Boghandel, tome I, 1888 (lire en ligne) ; tome II, 1, 1893 (lire en ligne) ; tome II, 2, 1895 (lire en ligne)
- Lütken, Christian Frederik, E Museo Lundii. En Samling af Afhandlinger om de i det indre Brasiliens Kalkstenshuler af ... P. V. Lund udgravede ... Dyre- og Menneskeknogler ... Udgivet af ... C. F. Lütken, Copenhague, H. Hagerups Boghandel, 1906. (lire en ligne)